# (14024) Procol Harum
(14024) Procol Harum  es un asteroide perteneciente al cinturón de asteroides, descubierto el 9 de septiembre de 1994 por Piero Sicoli y Pierangelo Ghezzi desde el Observatorio Astronómico Sormano, en Italia.

## Designación y nombre
Fue designado inicialmente como 1994 RZ.
Más adelante, en 2003 fue nombrado en honor a la banda de rock británica, formada a principios de los años 1960, quienes adoptaron el nombre Procol Harum en 1967. Se dice que era el nombre del gato de un amigo o que significaba, aunque en un latín formalmente incorrecto, "lejos de estas cosas".

## Características orbitales
Procol Harum orbita a una distancia media del Sol de 2,551 ua, pudiendo acercarse hasta 1,872 ua y alejarse hasta 3,230 ua. Tiene una excentricidad de 0,266 y una inclinación orbital de 2,428° grados. Emplea en completar una órbita alrededor del Sol 1488,25 días.

## Características físicas
Su magnitud absoluta es 15,26. Tiene 3,872 km de diámetro. Su albedo se estima en 0,089.